# Estação Kongens Nytorv

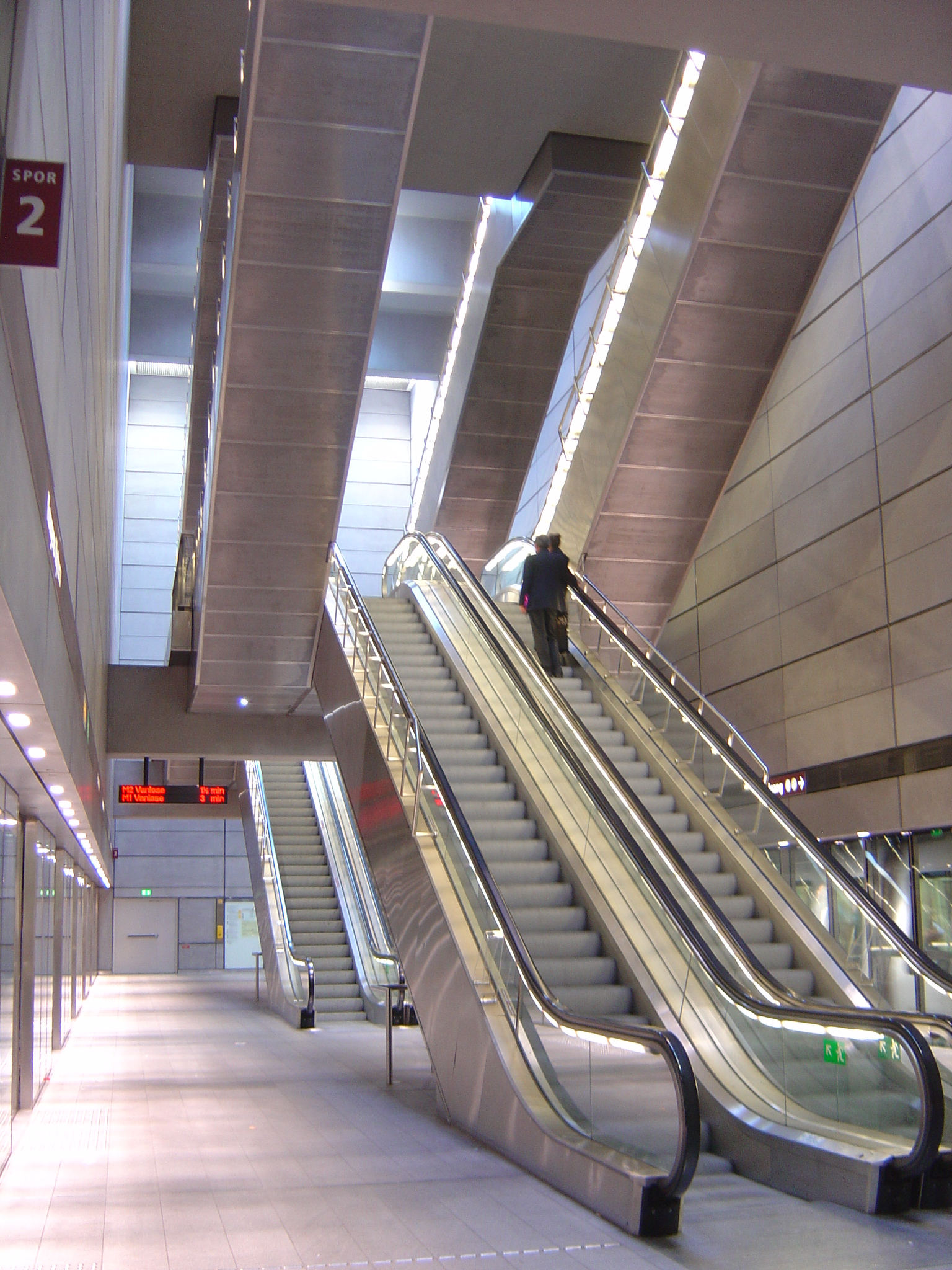
Estação Kongens Nytorv

Kongens Nytorv é uma da estação das linhas M1 e M2 do metro de Copenhaga, na Dinamarca, localizada sob a praça Kongens Nytorv.